# Hadab al-Fawwar
Hadab al-Fawwar, en arabe : حدب الفوّار,  est un village du gouvernorat de Hébron en Palestine, situé à 7 km au sud-ouest de Hébron, au sud-ouest de la Cisjordanie.
Selon le recensement du bureau central palestinien des statistiques, la localité compte une population de 2 354 habitants en 2017.